# Superliga 2017/18 (Spanien)
Die Saison 2017/18 war die 44. Spielzeit der Superliga, der höchsten spanischen Eishockeyspielklasse. Der CH Txuri Urdin wurde zum elften Mal in seiner Vereinsgeschichte spanischer Landesmeister.

## Hauptrunde

### Modus
Nachdem die beiden Letztplatzierten der Vorsaison, der CH Boadilla und der Milenio CP Logroño, auf eine Teilnahme verzichtet hatten, verringerte sich das Teilnehmerfeld auf nur noch fünf Mannschaften. In der Hauptrunde absolvierte jede dieser Mannschaften insgesamt 16 Spiele. Die vier bestplatzierten Mannschaften qualifizierten sich für die Playoffs, in denen der Meister ausgespielt wurde. Ein Sieg in der regulären Spielzeit brachte einer Mannschaft 3 Punkte. Ein Sieg und eine Niederlage nach Verlängerung wurde mit 2 bzw. 1 Punkt vergütet. Für eine Niederlage in regulärer Spielzeit gab es keine Punkte.

### Tabelle
|    | Klub           | Sp | S  | OTS | OTN | N  | Tore  | Punkte |
| -- | -------------- | -- | -- | --- | --- | -- | ----- | ------ |
| 1. | CH Txuri Urdin | 16 | 13 | 0   | 0   | 3  | 81:39 | 39     |
| 2. | CH Jaca        | 16 | 9  | 1   | 2   | 4  | 64:56 | 31     |
| 3. | FC Barcelona   | 16 | 7  | 2   | 0   | 7  | 62:60 | 25     |
| 4. | Majadahonda HC | 16 | 4  | 2   | 1   | 9  | 48:59 | 17     |
| 5. | CG Puigcerdà   | 16 | 2  | 0   | 2   | 12 | 47:88 | 8      |

Sp = Spiele, S = Siege, N = Niederlagen, OTS = Overtime-Siege, OTN = Overtime-Niederlage, SOS = Penalty-Siege, SON = Penalty-Niederlage

## Halbfinale
- CH Txuri Urdin – Majadahonda HC 2:0 (8:3, 4:0)
- CH Jaca  – FC Barcelona 2:0 (4:2, 12:3)

## Finale
- CH Txuri Urdin – CH Jaca 3:0 (4:3, 7:1, 7:2)